# ريتشارد شرودر
ريتشارد شرودر (بالألمانية: Richard Schröder)‏ هو عسكري ألماني، ولد في 14 أبريل 1921 في هامبورغ في ألمانيا، وتوفي في القرن العشرين.
1. 1 2 3  Oorlogsbronnen | Richard Schröder، QID:Q110279963